# Hans Nikolai Frenssen
Hans Nikolai Frenssen (født 28. maj 1798 i Flensborg; død 11. august 1833 i Tinnum på Sild) var en dansk-tysk landfoged på den nordfrisiske ø Sild.
Frenssen var en søn af Hans Nikolaus Frenssen (1767 i Barlt, Ditmarsken, Holsten, Tysk-romersk Rige - 1824 i Flensborg, Slesvig, Danmark) og hans hustru Anna Maria, født Thueseng (1775 i Flensborg - 1814 sst.). Faderen ledede et hospital i fjordbyen. Frenssen gik på Flensborg lærdeskole og læste fra 1816 til 1821 jura ved universiteterne i Kiel og Heidelberg. 1821 bestod han bestod han den juridiske eksamen på Gottorp. Derefter virkede han som underretssagfører i Flensborg og fra 1823 til 1831 som sekretær ved Gottorp overret. Den 10. december 1831 blev han udnævnt til dansk statholder (landfoged) på Sild, hvor han efterfulgte Uwe Jens Lornsen. Hans hovedopgave blev i samarbejde med øens landsfuldmægtige at udarbejde en ny kommunalforfatning for landskabet, men han døde allerede 1833 før hans arbejde var fuldført.